# Casa de Augusto

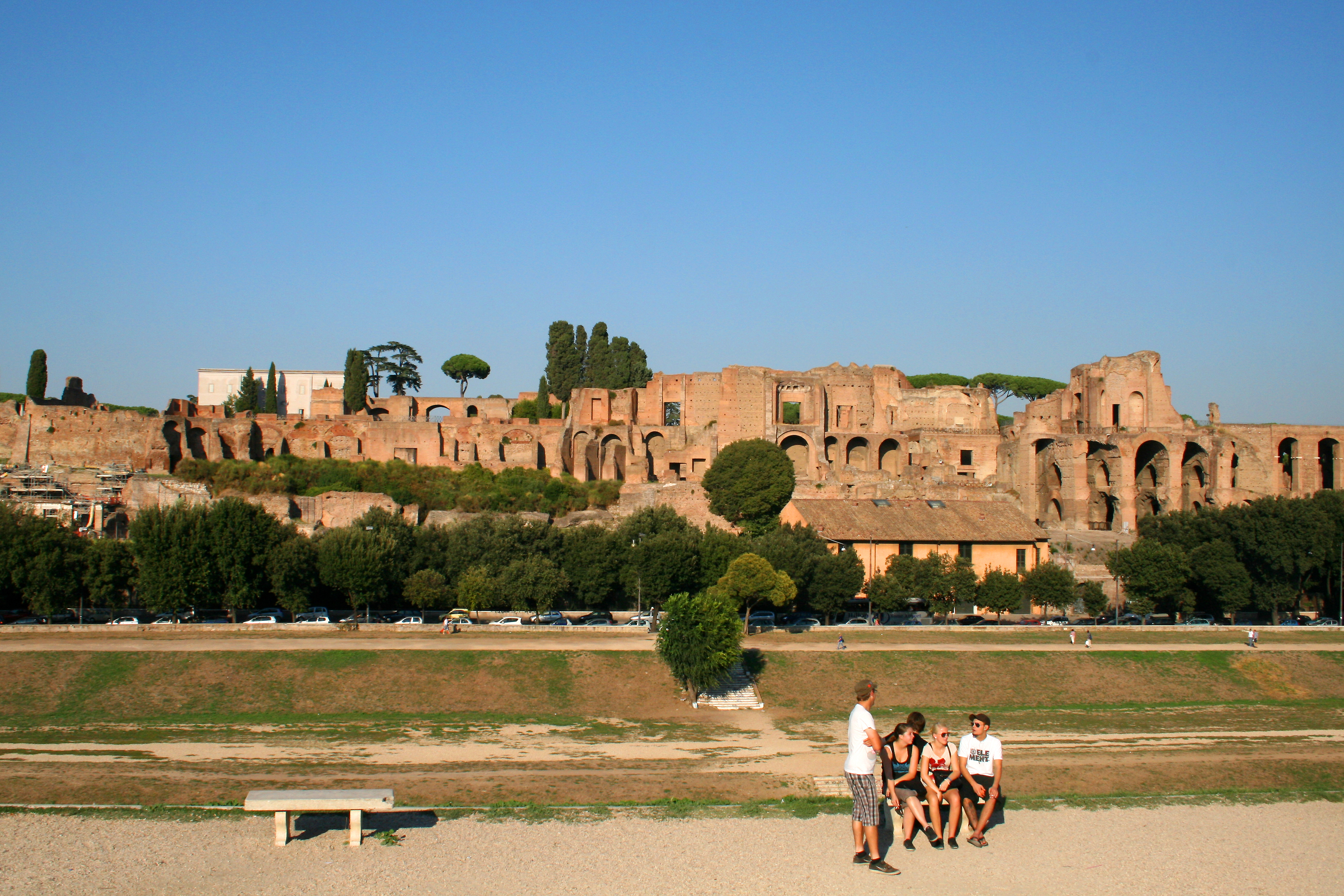
Vista del Circo Máximo con el Palatino al fondo, siendo el núcleo de los palacios imperiales la casa de Augusto.

La casa de Augusto, también denominada en latín Domus Augusti, era la residencia privada del emperador Augusto, situada en la colina del Palatino.

## Historia
Lo que en la actualidad se conoce como Casa de Augusto fue originalmente la residencia privada de Quinto Hortensio, un destacado senador y cónsul activo durante la primera mitad del siglo I a. C. La vivienda compartía las características típicas de las residencias de los romanos de rango senatorial: un peristilo público rodeado de estancias donde poder recibir salutationes y conducir asuntos públicos, y una zona de vivienda privada.
Tras adquirirla, Augusto mantuvo la configuración básica de la vivienda de Hortensio con fines propagandísticos, pero adquirió numerosas propiedades adyacentes, y empezó a erigir un complejo palaciego que contaba con templos, bibliotecas, aulas públicas y pabellones privados. En tiempos de Augusto, todo este complejo también era conocido como la Casa de Augusto. Los sucesores de Augusto ampliaron y reformaron sucesivamente este complejo, desarrollando los Palacios del Palatino, pero mantuvieron intacta la antigua vivienda de Hortensio. 

### Residencia Privada
La vivienda de Quinto Hortensio, que pasó rápidamente a ser conocida como la Casa de Augusto (Domus Augusti), estaba cerca del emplazamiento de la antigua vivienda de Cneo Octavio, donde el propio Octavio Augusto nació en 63 a. C. También estaba cerca de la que tradicionalmente se creía era la casa de Rómulo, lo que otorgaba a la vivienda de un mayor simbolismo.
Augusto adquirió la antigua vivienda de Hortensio en el año 36 a. C., tras la victoria sobre Sexto Pompeyo durante el Segundo Triunvirato. Previamente había residido en una vivienda cercana al Foro Romano que había pertenecido al orador Licinio Calvo. Tras la disolución del triunvirato y su victoria en Accio en el año 30 a. C., se esperaba que Augusto se trasladara a vivir a la Domus Publica en la Vía Sacra, una de las pocas residencias oficiales de la República Romana, en este caso ocupada por el Pontífice Máximo. De hecho, la Domus Publica había sido la residencia oficial del propio Julio César en su calidad de Pontífice Máximo desde el año 63 a. C., y era particularmente adecuada para recibir y despachar asuntos públicos, al contar con un amplio peristilo y basílica, y estar situada frente al Foro Romano. Aunque el cargo de Pontífice Máximo se convertiría en una de las dignidades más importantes de los emperadores de Roma, Augusto no fue elegido al pontificado hasta la muerte de Marco Emilio Lépido el año 12 a. C. El antiguo triunviro había sido elegido pontífice en el año 44 a. C., y Augusto optó por evitar retirarle la única dignidad pública que le quedaba a fin de mostrarse magnánimo con su antiguo colega. Debido a ello, permitió que Lépido mantuviera su residencia oficial, y prefirió mantener como residencia la casa de Quinto Hortensio en el Monte Palatino.  
La Casa de Augusto se convirtió rápidamente en una residencia semi-pública. Como era habitual con las residencias de los senadores romanos, Augusto acostumbraba a despachar asuntos públicos y recibir visitas (salutationes) en la misma. Así, la vivienda se convirtió en el centro del poder ejecutivo de Roma. De hecho, cuando en el año 27 a. C. el Senado confirió a Octavio el título de Augusto, y decretó que la entrada de esta vivienda fuera decorada con una corona de laureles y una corona cívica. Para cuando Lépido falleció en 12 a. C. y Augusto fue elegido Pontífice Máximo, la Casa de Augusto estaba tan firmemente establecida como residencia imperial que Augusto rechazó mudarse a la que habría sido su residencia oficial, la Domus Publica y, por el contrario, decidió donarla a las Vírgenes Vestales mientras que, al mismo tiempo, hizo que el Senado convirtiera la Casa de Augusto en propiedad pública. Así por ejemplo, en el año 2 a. C., cuando Augusto recibió el título de Padre de la Patria (Pater Patriae), la inscripción pública que conmemoraba el hecho se colocó en el vestíbulo de la Casa de Augusto.

### Residencia Pública
Fue por tanto a partir del año 12 a. C., cuando el Senado convirtió en pública la titularidad de la Casa de Augusto, que ésta se convirtió en la residencia oficial del emperador de Roma. 
La vivienda original de Hortensio era relativamente modesta, algo que Augusto explotó para poder mostrarse ante los romanos como un ciudadano privado más. Mantuvo la planta principal de la antigua vivienda como zona de recepciones públicas, consistente en un peristilo relativamente modesto con decoraciones sencillas, estancias pequeñas y piedras locales, con este fin. Sin embargo, desde el momento de su adquisición en 36 a. C. Augusto empezó a adquirir otras propiedades adyacentes a la vivienda de Hortensio, en torno a las cuales comenzó a erigir un auténtico complejo palaciego de mucha mayor extensión que la propia Casa de Augusto. Augusto declaró que esas propiedades serían empleadas para conducir asuntos públicos. También prometió la construcción de un templo dedicado a Apolo, el Templo de Apolo Palatino, que fue consagrado en el año 28 a. C. para conmemorar su victoria en Accio.  
El Templo de Apolo Palatino estaba adyacente a la Casa de Augusto, y junto al mismo hizo erigir una biblioteca que convirtió en escuela palatina a cargo del gramático Verrio Flaco, al que concedió un salario de 100.000 sestercios y que enseñaba en la antigua residencia de Catilina.

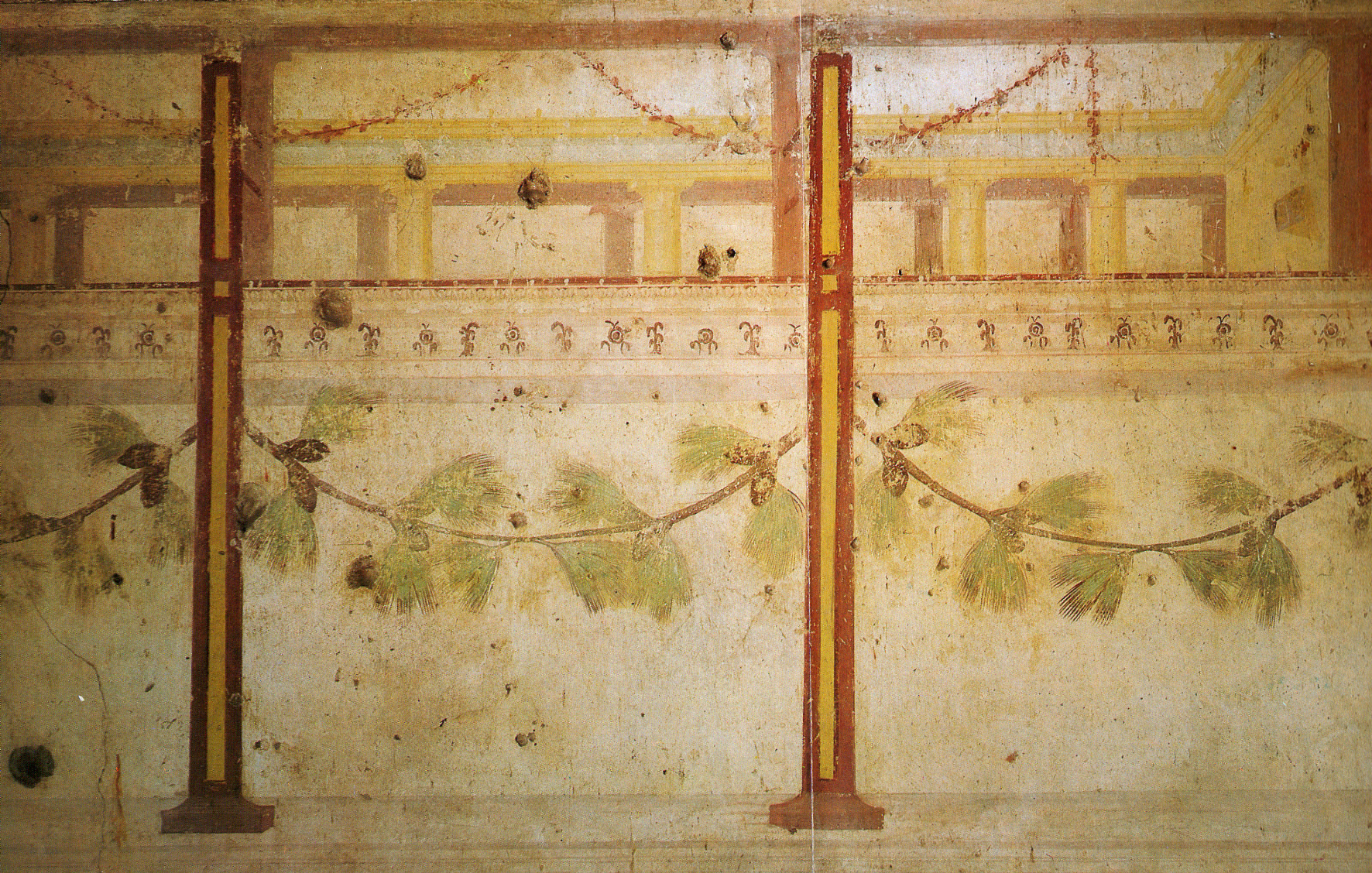
Fresco con decoración arquitectónica y ramas de pino procedente de la Domus Augusti en el Palatino.

La Casa de Augusto propiamente dicha, la Biblioteca, y el Templo de Apolo cerraban un patio porticado que acabó por convertirse en un patio interno de la residencia, pues Augusto amplió pronto las estancias privadas de la Casa de Augusto misma haciendo construir un ala mucho más lujosa que la antigua residencia de Hortensio al oeste del Templo. También parece que construyó o transformó una antigua residencia republicana en la que actualmente se conoce como Casa de Livia, un pabellón anejo a la Casa de Augusto que se cree podría haber sido ocupado por Livia, la esposa de Augusto. 
Tras la muerte de Augusto, la Casa de Augusto se mantuvo como un ala privada de la residencia imperial. Su sucesor, Tiberio, hizo erigir el Palacio de Tiberio al norte de la misma, más amplio y lujoso. El resto de emperadores prefirieron residir en la conocida como Domus Augustana, una construcción posterior no relacionada con Augusto.

## Murales
Las tres grandes piezas en el centro de la casa, el "tablinum" y dos salas laterales, están decorados con murales relativamente bien conservados. En el "tablinum", el mural está separado en tres secciones por columnas corintias que sostienen un techo. Una puerta grande es representada en el centro de cada sección. En el centro figura una escena mítica de Argos que recibe a Io y a Mercurio. En la apertura de las puertas de las secciones laterales, en el fondo, aparecen las columnas que sostienen diversos motivos decorativos como esfinges, deidades aladas, racimos de uvas o velas..
Los frescos en las paredes de la habitación de lado sur  y sin duda los de la otra pieza lateral, son menos complejos adornados con escenas de Egipto, guirnaldas de frutas y hojas suspendidas.